# 사나이 악수
"사나이 악수"는 1976년에 개봉한 대한민국의 영화이다.

## 캐스팅
- 김요훈
- 김홍지
- 남수정
- 홍지연
- 독고성
- 양광남
- 최창호
- 이향
- 김기종
- 전숙
- 심상현
- 조용수
- 유종근
- 백송
- 마도식
- 김우석
- 조대건
- 라갑성
- 장동빈
- 김용학
- 이경우
- 박용팔
- 사원배
- 정승묘
- 장영환
- 이석구
- 조성구
- 김유행
- 조제일
- 정기업